# ФК Посавина
ФК Посавина је фудбалски клуб из Милошевца у Републици Српској, БиХ, који се такмичи у   Подруцна Лига Републике српске, Модрича, Шамац - Група Б.

## Историја
Клуб је основан 1948. године.
Клуб је је познат по фер и спортском понашању, тако да је три пута заредом освојио награду за фер-плеј, од могућих пет. 

## Стадион
Посавина има мали фудбалски стадион за 300 посетилаца. Стадион има травнати терен ограђен бетонском оградом и прописаном железном оградом, са системом за наводљавање, службеним просторијама и бетонским трибинама са постојећим столицама.